# Ligne M3 du métro d'Istanbul
Pour les articles homonymes, voir Ligne M3.
La ligne M3 du métro d'Istanbul est une ligne du réseau métropolitain d'Istanbul en Turquie.

## Historique

### Chronologie
- 7 juillet 2013 : Kirazlı, Yeni Mahalle, Mahmutbey, İstoç, İkitelli Sanayi, Turgut Özal, Siteler, Başak Konutları, Metrokent
- 22 novembre 2013 : Ziya Gökalp Mahallesi, Olimpiyat
- 29 mai 2021 : transfert de la section İkitelli Sanayi - Olimpiyat à la ligne M9
- 8 avril 2023 : prolongement de Başakşehir-Metrokent à Kayaşehir Merkez
- 10 mars 2024 : prolongement de Kirazlı à Bakırköy Sahil

## Caractéristiques

### Stations et correspondances
|  |   |  |            | Station              | Coordonnées                  | Correspondances    |
|  | - |  | ---------- | -------------------- | ---------------------------- | ------------------ |
|  | O |  | Accessible | Kayaşehir Merkez     | 41° 07′ 04″ N, 28° 45′ 58″ E | (en construction ) |
|  | o |  | Accessible | Toplu Konutlar       | 41° 06′ 25″ N, 28° 46′ 06″ E |                    |
|  | o |  | Accessible | Şehir Hastanesi      | 41° 06′ 12″ N, 28° 46′ 41″ E |                    |
|  | o |  | Accessible | Onurkent             | 41° 06′ 49″ N, 28° 47′ 32″ E |                    |
|  | O |  | Accessible | Başakşehir-Metrokent | 41° 06′ 29″ N, 28° 48′ 05″ E |                    |
|  | o |  | Accessible | Başak Konutları      | 41° 05′ 52″ N, 28° 47′ 29″ E |                    |
|  | o |  | Accessible | Siteler              | 41° 05′ 17″ N, 28° 47′ 47″ E |                    |
|  | o |  | Accessible | Turgut Özal          | 41° 04′ 51″ N, 28° 47′ 51″ E |                    |
|  | o |  | Accessible | İkitelli Sanayi      | 41° 04′ 14″ N, 28° 48′ 14″ E | (M9)               |
|  | o |  | Accessible | İstoç                | 41° 03′ 53″ N, 28° 49′ 31″ E |                    |
|  | o |  | Accessible | Mahmutbey            | 41° 03′ 17″ N, 28° 49′ 50″ E | (M7)               |
|  | o |  | Accessible | Yenimahalle          | 41° 02′ 23″ N, 28° 50′ 10″ E |                    |
|  | O |  | Accessible | Kirazlı              | 41° 01′ 57″ N, 28° 50′ 34″ E | (M1)               |
|  | o |  | Accessible | Molla Gürani         | 41° 01′ 31″ N, 28° 50′ 54″ E |                    |
|  | o |  | Accessible | İlkyuva              | 41° 00′ 42″ N, 28° 51′ 54″ E |                    |
|  | o |  | Accessible | Haznedar             | 41° 00′ 17″ N, 28° 52′ 20″ E |                    |
|  | o |  | Accessible | Bakırköy - İncirli   | 40° 59′ 52″ N, 28° 52′ 34″ E | (en projet )       |
|  | O |  | Accessible | Özgürlük Meydanı     | 40° 58′ 56″ N, 28° 52′ 25″ E |                    |
|  | O |  | Accessible | Bakırköy İDO         | 40° 58′ 25″ N, 28° 52′ 06″ E |                    |

## Exploitation
- Exploitant : Metro İstanbul A.Ş.
- Longueur de ligne : 26,7 km
- Écartement des rails : 1435 mm
- Nombre de stations : 19
- Le nombre de trains : 80 (4)
- Matériel roulant ferroviaire : Alstom
- Expédition : 06:00 - 00:00

## Fréquentation
Les chiffres officiels de fréquentation de chaque ligne de métro, couvrant la période 1989-2022, sont communiqués par l'exploitant Metro Istanbul, le pic de fréquentation a été atteint en 2019 avec 23 677 667 voyageurs sur la ligne :
Pour des raisons techniques, il est temporairement impossible d'afficher le graphique qui aurait dû être présenté ici.